# Fatales Vertrauen – Dem Mörder so nah
Fatales Vertrauen – Dem Mörder so nah (Originaltitel: Unusual Suspects) ist eine US-amerikanische Krimi-Dokumentationsreihe, die ab Mai 2010 auf dem US-amerikanischen Sender Investigation Discovery ausgestrahlt wurde. Die deutschsprachige Erstausstrahlung erfolgt seit September 2016 auf dem deutschen Sender Kabel eins Doku.
Vom 4. Oktober bis zum 28. Dezember 2017 wurde die neunte und letzte Staffel unter dem Titel Unusual Suspects: Deadly Intent ausgestrahlt.

## Konzept
In der Dokumentationsreihe werden Kriminalfälle rekonstruiert, die die kompliziertesten und schwierigsten Fälle in den USA gewesen sind. Im Mittelpunkt sind häufig bislang unscheinbare Personen, die die Gewalttaten verübt haben.
In jeder Folge wird ein Fall behandelt; dabei werden Polizeivideos, Fotos und Notrufaufzeichnungen, Beiträge aus Fernsehnachrichten und Interviews mit Beteiligten verwendet.

## Ausstrahlung

### Vereinigte Staaten
Vom 31. Mai 2010 bis zum 28. Dezember 2017 wurde die Dokumentationsreihe auf dem US-amerikanischen Sender Investigation Discovery gezeigt. Es wurden neun Staffeln produziert und ausgestrahlt. Die letzte Staffel wurde vom 4. Oktober bis zum 28. Dezember 2017 ausgestrahlt.
| Staffel | Episodenanzahl | Erstausstrahlung USA | Erstausstrahlung USA |
| Staffel | Episodenanzahl | Staffelpremiere      | Staffelfinale        |
| ------- | -------------- | -------------------- | -------------------- |
| 1       | 13             | 31. Mai 2010         | 6. September 2010    |
| 2       | 11             | 14. August 2011      | 23. Oktober 2011     |
| 3       | 13             | 26. Februar 2012     | 27. Mai 2012         |
| 4       | 13             | 9. September 2012    | 9. Dezember 2012     |
| 5       | 13             | 31. März 2013        | 30. Juni 2013        |
| 6       | 13             | 12. Januar 2014      | 27. April 2014       |
| 7       | 13             | 4. Januar 2015       | 5. April 2015        |
| 8       | 13             | 10. Januar 2016      | 10. April 2016       |
| 9       | 12             | 4. Oktober 2017      | 28. Dezember 2017    |

### Deutschsprachiger Raum
Die deutschsprachige Erstausstrahlung erfolgt seit dem 28. September 2016 mittwochs um 20:15 Uhr auf dem deutschen Sender Kabel eins Doku; der eine Woche vorher sein Sendebetrieb startete. Die Übersetzung und Ausstrahlung orientiert sich dabei nicht nach der ursprünglichen Einteilung der Folgen. Es wurden jeweils Folgen aus der sechsten und achten Staffel ausgewählt. Zu Beginn wurden 20 Folgen ins Deutsche übersetzt und ausgestrahlt.
Seit dem 17. Juni 2017 und seit dem 9. Dezember 2018 zeigen die deutschen Sender Sixx und Sat.1 Gold Wiederholungen der bisher ins Deutsche übersetzte Folgen.
Seit dem 3. Januar 2018 werden erstmals Folgen aus der siebten Staffel auf Kabel eins Doku ausgestrahlt, seit dem 21. Februar 2018 Folgen aus der fünften Staffel sowie seit dem 21. März 2018 ebenfalls Folgen aus der vierten Staffel. Bereits seit dem 15. März 2018 erweiterte Kabel eins Doku den Sendeplatz für deutschsprachige Erstausstrahlungen bis zum 3. Mai 2018 mit donnerstags um 22 Uhr. Im Zeitraum von 3. Januar bis zum 30. Mai 2018 wurden insgesamt 29 weitere Folgen in deutscher Sprache ausgestrahlt.

## Episodenliste
Diese Episodenliste enthält alle Episoden, die ins Deutsche übersetzt wurden; sortiert nach der deutschsprachigen Sendereihenfolge.
| Nr. (ges.) | Deutscher Titel             | Deutschsprachige Erstausstrahlung (D) | Nr. (ges.) | Nr. (St.) | Originaltitel           | Erstausstrahlung (USA) |
| ---------- | --------------------------- | ------------------------------------- | ---------- | --------- | ----------------------- | ---------------------- |
| 1          | Der Tote in Zimmer 348      | 28. Sep. 2016                         | 67         | 6.04      | Murder In Room 348      | 9. Feb. 2014           |
| 2          | Albtraum im Nachtclub       | 5. Okt. 2016                          | 75         | 6.12      | Nightclub Nightmare     | 20. Apr. 2014          |
| 3          | Böse Triebe                 | 12. Okt. 2016                         | 68         | 6.05      | Wicked Impulse          | 16. Feb. 2014          |
| 4          | Semester Party              | 19. Okt. 2016                         | 64         | 6.01      | Vanished In Reno        | 12. Jan. 2014          |
| 5          | High School Mord            | 26. Okt. 2016                         | 65         | 6.02      | High School Homicide    | 19. Jan. 2014          |
| 6          | Mord in Kleinstadt          | 2. Nov. 2016                          | 70         | 6.07      | Hometown Homicide       | 2. März 2014           |
| 7          | Nur ein kleines Detail      | 9. Nov. 2016                          | 71         | 6.08      | Stone Cold Killer       | 9. März 2014           |
| 8          | Der gelbe Rucksack          | 16. Nov. 2016                         | 74         | 6.11      | Dead End Trail          | 30. März 2014          |
| 9          | Asche zu Asche              | 23. Nov. 2016                         | 92         | 8.03      | Ashes to Ashes          | 24. Jan. 2016          |
| 10         | Tödliche Fahrt              | 30. Nov. 2016                         | 94         | 8.05      | Drive with Danger       | 14. Feb. 2016          |
| 11         | Falsche Freunde             | 7. Dez. 2016                          | 98         | 8.09      | Housebound Homicide     | 13. März 2016          |
| 12         | Der Voyeur                  | 14. Dez. 2016                         | 93         | 8.04      | Vicious Voyeur          | 31. Jan. 2016          |
| 13         | Der letzte Vorhang          | 21. Dez. 2016                         | 96         | 8.07      | Last Curtain Call       | 28. Feb. 2016          |
| 14         | Stille Nacht                | 28. Dez. 2016                         | 91         | 8.02      | Silent Night            | 17. Jan. 2016          |
| 15         | Kein gutes neues Jahr       | 31. Dez. 2016                         | 90         | 8.01      | New Years Evil          | 10. Jan. 2016          |
| 16         | Der Mörder kam am Morgen    | 4. Jan. 2017                          | 97         | 8.08      | Murder Down Memory Lane | 6. März 2016           |
| 17         | Endstation                  | 11. Jan. 2017                         | 100        | 8.11      | End of the Line         | 27. März 2016          |
| 18         | Mord auf Bestellung         | 18. Jan. 2017                         | 99         | 8.10      | Kill Now, Pay Later     | 20. März 2016          |
| 19         | Kalte Fusion                | 25. Jan. 2017                         | 102        | 8.13      | Stone Cold Fusion       | 10. Apr. 2016          |
| 20         | Mord unter Freunden         | 1. Feb. 2017                          | 101        | 8.12      | Final Lesson            | 3. Apr. 2016           |
| 21         | Mord im Spiegel             | 3. Jan. 2018                          | 82         | 7.06      | Murder in the Mirror    | 15. Feb. 2015          |
| 22         | Tod eines Steueranwalts     | 10. Jan. 2018                         | 81         | 7.05      | Death and Taxes         | 8. Feb. 2015           |
| 23         | Keine gute Tat              | 17. Jan. 2018                         | 79         | 7.03      | No Good Deed            | 18. Jan. 2015          |
| 24         | Die vermisste Lehrerin      | 24. Jan. 2018                         | 84         | 7.08      | Absent Teacher          | 1. März 2015           |
| 25         | Alleingelassen              | 31. Jan. 2018                         | 85         | 7.09      | Left Alone              | 8. März 2015           |
| 26         | Das Geheimnis der Geliebten | 7. Feb. 2018                          | 86         | 7.10      | Flames In Paradise      | 15. März 2015          |
| 27         | Vertrauter Feind            | 14. Feb. 2018                         | 87         | 7.11      | Nightmare Field         | 22. März 2015          |
| 28         | Du sollst nicht ehebrechen  | 21. Feb. 2018                         | 57         | 5.07      | The Deacon’s Demise     | 19. Mai 2013           |
| 29         | Tödlicher Erfolg            | 28. Feb. 2018                         | 54         | 5.04      | Driven To Murder        | 21. Apr. 2013          |
| 30         | Ein Kind verschwindet       | 7. März 2018                          | 60         | 5.10      | Little Boy Lost         | 9. Juni 2013           |
| 31         | Tödliche Dreiecksbeziehung  | 14. März 2018                         | 61         | 5.11      | When Evil Strikes       | 16. Juni 2013          |
| 32         | Der Sadist                  | 15. März 2018                         | 53         | 5.03      | Burning Fury            | 14. Apr. 2013          |
| 33         | Stille Wasser               | 21. März 2018                         | 41         | 4.04      | Blood Trail             | 30. Sep. 2012          |
| 34         | Das Monster von St. Louis   | 22. März 2018                         | 55         | 5.05      | Phantom Predator        | 28. Apr. 2013          |
| 35         | Verräterische Jugendsünde   | 29. März 2018                         | 56         | 5.06      | Deathbed                | 12. Mai 2013           |
| 36         | Küchenschlacht              | 4. Apr. 2018                          | 45         | 4.08      | Murder on the Menu      | 28. Okt. 2012          |
| 37         | Teufel in Menschengestalt   | 5. Apr. 2018                          | 59         | 5.09      | Manufacturing Murder    | 2. Juni 2013           |
| 38         | Mama, wach auf!             | 11. Apr. 2018                         | 46         | 4.09      | Triple Threat           | 11. Nov. 2012          |
| 39         | Der falsche Samariter       | 12. Apr. 2018                         | 58         | 5.08      | Sin City Slaying        | 26. Mai 2013           |
| 40         | Gier nach Ruhm              | 18. Apr. 2018                         | 47         | 4.10      | City Under Siege        | 18. Nov. 2012          |
| 41         | Der Tod steht in den Karten | 19. Apr. 2018                         | 63         | 5.13      | Dangerous Fortune       | 30. Juni 2013          |
| 42         | Erbammungslos               | 25. Apr. 2018                         | 49         | 4.12      | No Mercy                | 2. Dez. 2012           |
| 43         | Tod im Wald                 | 26. Apr. 2018                         | 51         | 5.01      | Deadly Forest           | 31. März 2013          |
| 44         | Mord auf hoher See          | 2. Mai 2018                           | 50         | 4.13      | Maritime Murder         | 9. Dez. 2012           |
| 45         | Der Turnschuh-Mörder        | 3. Mai 2018                           | 89         | 7.13      | Barefoot Homicide       | 5. Apr. 2015           |
| 46         | Eine furchtbare Entdeckung  | 9. Mai 2018                           | 43         | 4.06      | Gruesome Discovery      | 14. Okt. 2012          |
| 47         | Sex, Lügen und Video        | 16. Mai 2018                          | 80         | 7.04      | Deadly Accusation       | 25. Jan. 2015          |
| 48         | Die Büchse der Pandora      | 23. Mai 2018                          | 77         | 7.01      | Deadly Desire           | 4. Jan. 2015           |
| 49         | Allein zuhause              | 30. Mai 2018                          | 83         | 7.07      | An Eye for Murder       | 22. Feb. 2015          |